# مثلث حیات
مثلث حیات (به انگلیسی: Triangle of Life) نظریه‌ای برای نجات افراد از کشته شدن در اثر زلزله است. در این روش پیشنهاد می‌شود به جای رفتن در زیر میز یا زیر درگاه افراد در کنار اجسام بزرگ پناه بگیرند تا در صورتی که سقف ساختمان فرو ریخت افراد در زیر حفره‌ای که در کنار اجسام بزرگ تولید می‌شود زنده بمانند.
این نظریه توسط داج کوپ ارائه شد که به صورت ایمیل‌های ویروس‌وار به سرعت در اینترنت منتشر گردید.

## نقدها
بسیاری از منابع در آمریکا این روش را نقد کرده‌اند.
در ایران نیز تحقیقی علمی توسط پژوهشگاه بین‌المللی زلزله‌شناسی و مهندسی زلزله روی روش مناسب پناه‌گیری انجام شد که نشان داد با توجه به نوع سازه‌های ایران روش مثلث حیات نمی‌تواند گزینه مناسبی جهت اقدام هنگام زلزله باشد.
در مقابل روش DCH (پناه بردن به گوشه‌ها و میزها) در بسیاری از کشورها به عنوان بهترین روش پناه‌گیری شناخته می‌شود.
در بهترین حالت، روش مثلث حیات فقط برای تعدادی از ساختمان‌ها کاربرد دارد که دارای سقف یکپارچه هستند و برای موارد دیگر معمولاً جوابگو نیست از جمله موارد زیر:
1. اجسامی که تراکم‌پذیری کم دارند معمولاً تعدادشان کم است و احتمال اینکه در زمان زلزله فرد بتواند در کنار آن‌ها پناه بگیر کم است در صورتی که در روش پنهان شدن در گوشه یا کنار دیوار داخلی و میز امکان رسیدن به این مناطق برای افراد بیشتر است.
2. در روش مثلث حیات مشخص نیست در کدام سمت جسم مثلث ایجاد می‌شود.
3. در زمان زلزله فرد نمی‌تواند تشخیص دهد که حتماً سقف خراب می‌شود.
4. اگر سقف یکپارچه نباشد احتمال ایجاد مثلث حیات کم است.

## یادداشت
1. ↑  Drop, Cover, and Hold On